# Antonia xanthogramma
Antonia xanthogramma är en tvåvingeart som beskrevs av Mario Bezzi 1924. Antonia xanthogramma ingår i släktet Antonia och familjen svävflugor. Inga underarter finns listade i Catalogue of Life.